# Lazaros Fytalis
Lazaros Fytalis (griechisch Λάζαρος Φυτάλης, * 1831 in Ysternia auf Tinos; † 1909 in Athen; auch als Phitalis, Phytales, Phytalis oder Fitalis transkribiert) war einer der bedeutendsten griechischen Bildhauer des 19. Jahrhunderts.

## Leben
Lazaros Fytalis stammte wie auch die anderen großen griechischen Bildhauer des 19. Jahrhunderts, Giannoulis Chalepas und Dimitrios Filippotis, von der Ägäisinsel Tinos. Wie auch deren Familien, war auch die Familie von Fytalis in der Kunst tätig. Fytalis hatte vier Brüder. Ioannis war Architekt, Lazaros und Georgios waren ebenfalls Bildhauer und Markos war Maler.
Fytalis studierte in Athen Bildhauerei. Später eröffnete er mit seinen Brüdern das Atelier „Andriantopoieion“. Fytalis stellte neben Statuen auch Büsten und Grabmonumente her. Seine Werke werden der klassizistischen Kunst zugeordnet. Zu seinen Werken gehören die Statuen des Patriarchen Gregor V. und Konstantinos Kanaris in Athen.

## Werke (Auswahl)

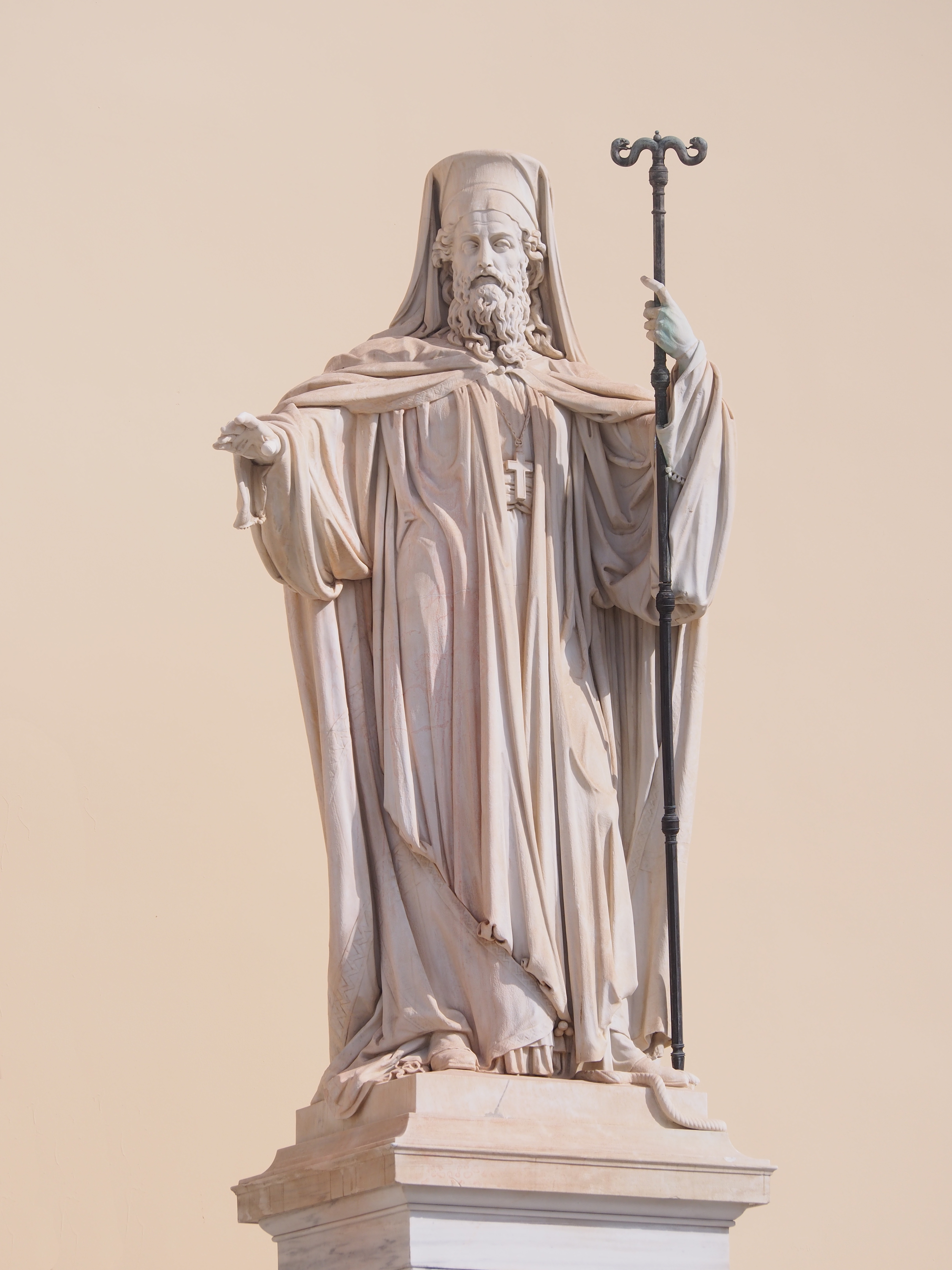
Die Statue des Patriarchen Gregor V. an der Universität Athen
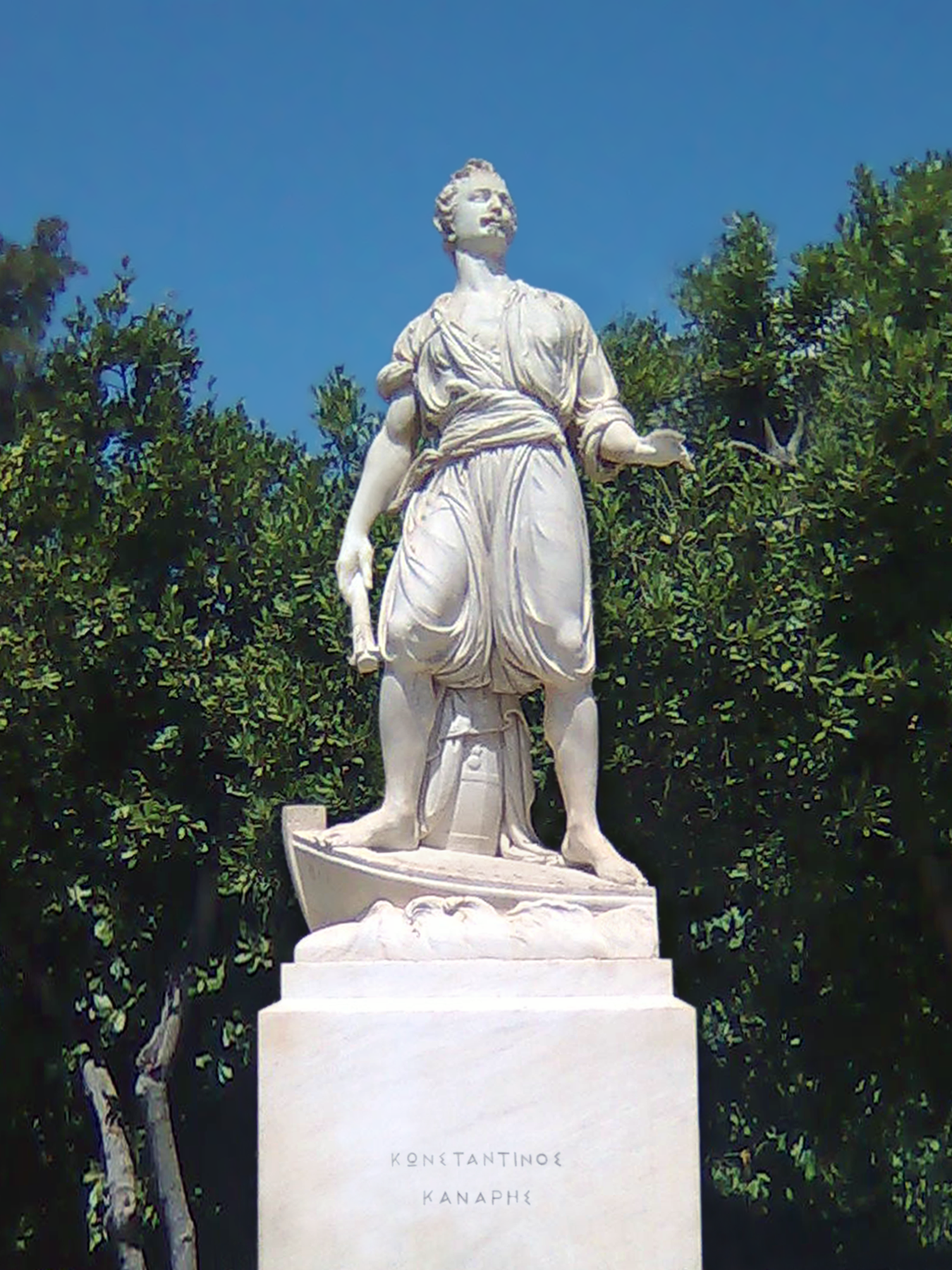
Die Statue von Konstantinos Kanaris in Kypseli, Athen